# James Thoppil
James Thoppil (ur. 8 maja 1959 w Kottayam) – indyjski duchowny rzymskokatolicki, od 2011 biskup Kohima.

## Życiorys
Święcenia kapłańskie przyjął 12 stycznia 1986 i został inkardynowany do diecezji Kohima. Po święceniach został dziekanem ds. studiów w seminarium w Dinapur, a kilka lat później objął probostwo jednej z parafii w tymże mieście. W latach 1994–1999 studiował w Rzymie, a po powrocie do kraju został wykładowcą kolegium w Shillong. W 2007, po rocznym urlopie, został rektorem tejże uczelni.
16 czerwca 2011 został prekonizowany biskupem diecezji Kohima, zaś 8 września 2011 przyjął sakrę biskupią z rąk abp. Salvatore'a Pennacchio, ówczesnego nuncjusza apostolskiego w Indiach.